# Eufriesea dressleri
Eufriesea dressleri är en biart som först beskrevs av Kimsey 1977.  Eufriesea dressleri ingår i släktet Eufriesea, tribus orkidébin, och familjen långtungebin. Inga underarter finns listade.